# Cyclisch guanosinemonofosfaat
Cyclisch guanosinemonofosfaat of cGMP is een cyclisch nucleotide die een belangrijke rol speelt in verscheidene biochemische processen in de cel. De structuur is afgeleid van adenosinemonofosfaat (AMP) en verwant aan die van cAMP. De functie van cGMP is gelijkaardig als die van cAMP: een zogenaamde secundaire boodschapper, die wordt gebruikt voor intracellulaire signaaltransductie.

## Synthese
De synthese van het cyclisch guanosinemonofosfaat uit guanosinetrifosfaat (GTP) wordt gekatalyseerd door het guanylaatcyclase. Wanneer dit enzym gebonden is aan het celmembraan wordt het geactiveerd door peptidehormonen, zoals het atriaal natriuretisch peptide. Indien het zich vrij in het cytosol bevindt, wordt het geactiveerd door stikstofmonoxide.

## Biochemische functies
Cyclisch guanosinemonofosfaat treedt op als regulator van iontransport doorheen ionkanalen, van de glycogenolyse en cellulaire apoptose. Het ontspant de gladde spiercellen. Dit leidt bij bloedvaten tot vasodilatatie en een verlaging van de bloeddruk.
De zowat belangrijkste taak van cGMP is te dienen als secundaire boodschappermolecule. Deze taak wordt onder meer verricht bij de fototransductie in het oog, waarbij lichtprikkels worden omgezet in elektrische signalen. In de fotoreceptoren van zoogdierogen activeert lichtinval het fosfodiesterase. Dit enzym breekt het cGMP af. De natriumkanalen in de fotoreceptorcellen worden gestuurd door het cGMP, zodat een afname van de hoeveelheid cGMP leidt tot een sluiting van deze ionkanalen. Dit leidt tot een hyperpolarisatie van het celmembraan van de fotoreceptorcellen, waardoor een netto elektrisch potentiaalverschil ontstaat. Deze potentiaal leidt tot elektrische signalen die via de oogzenuw naar de hersenen worden gestuurd.